# Myrmecodia platyrea
Myrmecodia platyrea är en måreväxtart som beskrevs av Odoardo Beccari. Myrmecodia platyrea ingår i släktet Myrmecodia och familjen måreväxter. Inga underarter finns listade i Catalogue of Life.